# 하루히 우라라
하루히 우라라(일본어: 春妃 うらら はるひ うらら[*], 2월 15일 - )는 다카라즈카 가극단 하나구미 소속 여역이다.
후쿠오카현 후쿠오카시, 현립 죠난 고등학교 출신이다. 키 161cm, 혈액형 A형, 애칭은 "우라라", "우-", "유카리"이다.

## 약력
2009년, 다카라즈카 음악학교에 입학하였다.
2011년, 다카라즈카 가극단 97기생으로 입단. 입단 당시 성적은 16등. 호시구미 공연 「노바 보사 노바／만남은 다시 한번」으로 초무대를 했다.
2012년, 구미마와리를 거쳐 하나구미에 배속되었다. 같은 해, 조 배속 후 첫번째 작품인 「생=텍쥐페리」로, 신인공연 첫 히로인을 맡았다.

## 인물
친언니가 다카라즈카 OG인 호시노 안리 (95기생)이다.